# Мушля (геральдика)
Мушля — негеральдична фігура в геральдиці.
Зображення зазвичай обмежується мушлею гребінця, у багатьох мовах названою на честь апостола Якова Старшого. Його ще називають мушлею паломника і є атрибутом святого з 1250 року. Вона з'являється на гербах з часів Середньовіччя, оскільки була ідентифікаційним символом паломників на шляху Святого Якова до Сантьяго-де-Компостела в Іспанії. Її носили на головному уборі.

## Опис
Ця негеральдична фігура найчастіше зустрічається у французьких гербах. Множинне представлення в знаку переважає кількість окремих зображень. На багатьох гербах мушля зображена в трифолій, тобто дві над однією. Число три часто відображене у розташуванні на стовпах або смугах. У самій главі щита мета — не досягти суміщення, а 2:1. У щитовій облямівці їх велика кількість. Правилом є сторона стику, звернена догори.
Забарвлення (тинктура) можлива у всіх кольорах, але переважають метали срібло і золото. Розкриті мушлі зустрічаються рідко.
Мушля також використовується як бризура.

## Символіка
1. Християнськість та паломництво. Знак часто асоціюється із християнськими паломниками, зокрема, з символікою святого Якова, патрона паломників. У цьому контексті мушля може вказувати на духовне паломництво.
2. Знак подорожі. Мушля може бути символом звичайної подорожі, мандрів та відкриттів. У гербах вона може символізувати важливі шляхи та шляхові розв'язки.
3. Елемент родоводу. Як бризура мушля може символізувати знак покоління. Так, у канадській геральдиці вона символізує шосту доньку. Мушля на ламбелях колишніх герцогів Кембриджських і Сассекських натякає на герб Спенсерів їхньої матері, Діани, принцеси Уельської.
4. Символ моря. У деяких випадках мушля може бути пов'язана з риболовлею та морською тематикою, вказуючи на важливість цих аспектів для конкретної місцевості чи роду.

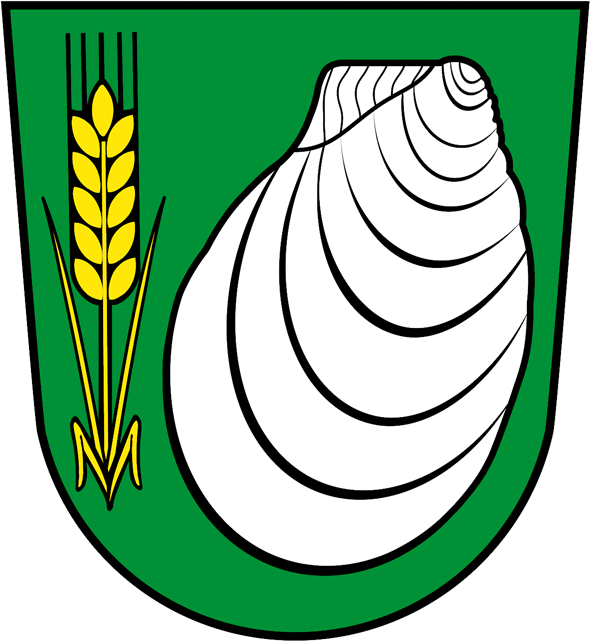
Герб Бад Зассендорф-Енкесен з крейдяною мідією (Inoceramus lamarcki)
Герб Еннігерло
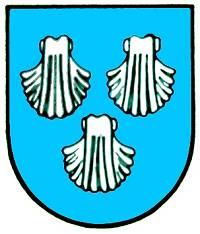
Герб Якобвюллесгайма
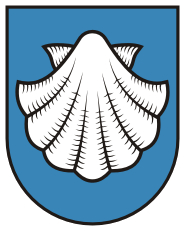
Герб Майнца-Кастеля
(Історичний) герб Бад-Шенборна
Герб 13 округу Праги
Герб Сельми
Герб Вендрина
Герб Корраль-де-Альмагер
Герб Криму
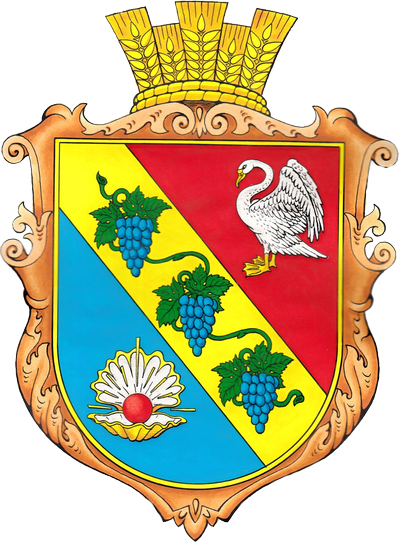
Герб Коблевого
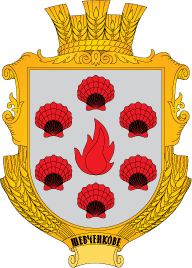
Шевченкове (Вінницький район)

## Папський герб і мушля паломника
Для свого папського герба Бенедикт XVI вибрав, серед інших фігур, велику мушлю паломника, яка також була включений у його герб як архієпископа Мюнхена і Фрайзінга. У описовій частині його автобіографії пропонується кілька інтерпретацій:
1. як посилання на докторську дисертацію Бенедикта Августина, в життєписі якого мушля має значення як знак невичерпності Бога. Колір у гербі архієпископа срібно-блакитний і синьо-золотий показує мушлю, занурену у воду (море) з посиланням на це тлумачення,
2. як вказівка на те, що життя християнина можна розуміти як паломництво до Бога,
3. припущення спадкоємності з Іваном Павлом II, який також бачив себе паломником у своєму офісі,
4. як вираження зв'язку Бенедикта з Регенсбургом і тамтешньої церкви Святого Якоба.

Папський герб Бенедикта XVI. (2005—2013)
Кардинальський герб кардинала Йозефа Ратцінгера

## Приклади
Його можна знайти на державному гербі Гвінеї-Бісау, а також як символ нафтової компанії Shell.

Герб Діани Спенсер, принцеси Уельської (1996—1997)
Герб Вільяма, герцога Кембриджського
Логотип нафтової компанії Shell

## Веб-посилання
- Muschel (Wappentier) в Heraldik-Wiki[de]